# Chondraster grandis
Chondraster grandis is een zeester uit de familie Poraniidae.
De wetenschappelijke naam van de soort werd in 1878 gepubliceerd door Addison Emery Verrill.